# Římskokatolická farnost Horky nad Jizerou
Římskokatolická farnost Horky nad Jizerou (lat. Brodecium, Brodentium, něm. Horka an der Iser) je církevní správní jednotka sdružující římské katolíky na území obce Horky nad Jizerou a v jejím okolí. Organizačně spadá do mladoboleslavského vikariátu, který je jedním z 10 vikariátů litoměřické diecéze. Centrem farnosti je kostel svatého Mikuláše v Horkách nad Jizerou.

## Historie farnosti
Již v době Karla IV. v roce 1346 je v místě zaznamenána duchovní správa. O středověké farnosti (plebánii) existuje zmínka z roku 1383, kdy byla duchovní správa v obci Brodce a farnost od ní převzala název. Patří k zajímavostem, že ještě v 19. století kněží z Horek nad Jizerou přidávali za svůj podpis dovětek Parochus Brodecensis (farář brodecký). Za husitských válek plebánie zanikla a od té doby chybí nějaké bližší informace o duchovní správě v místě. K obnově farnosti došlo až po třicetileté válce. Matriky pro Horky jsou zachovány od roku 1655. Od poloviny 20. století je farnost spravována excurrendo z okolních farností. Ve 21. století byl z důvodu efektivity duchovní správy byl vytvořen farní obvod (kolatura) farnosti – arciděkanství Mladá Boleslav, jehož součástí je i farnost Horky nad Jizerou a farnost je spravována z mladoboleslavského arciděkanství.

### Duchovní správcové vedoucí farnost
Začátek působnosti jmenovaného v duchovní správě farnosti od:
- 1346   Crux
- Michaël
- 1357   Joannes z Liblic
- 1362   Joannes z Vysoké, † 1368
- 1368   Petrus
- 1373   Magnus ze Sobotky
- 1406   Zbyněk
- 1415   Petrus z Dražic
- 1674   Sebastianus Lisander
- 1675   Sebastianus Hájenský
- 1677   Constantinus Nitsch
- 1678   Hil. Corneli
- 1681   Melchior Reiner
- 1684   Franciscus Růžička
- 1685   Sigismund Nüder
- 1686   Adalbertus Litvin
- 1687   Hor. Hirsch
- 1688   Otto Weceslaides OFM Conv. (z kláštera minoritů Mladá Boleslav)
- 1689   Gabriel Sobol OFM Conv. (z kláštera v MB)
- 1690   Wenceslaus Asterius OFM Conv. (z kláštera v MB)
- 1692   Leopoldus Lachman OFM Conv. (z kláštera v MB)
- 1697   Clemens OFM Conv. (z kláštera v MB)
- 1698   Procopius Bruner OFM Conv. (z kláštera v MB)
- 1699   Coelestinus Praxe OFM Conv. (z kláštera v MB)
- 1714   Conradus Bliske
- 1723   Joannes Pfrogner
- 1724   Electus Brauczek
- 1725   Joannes Pfrogner
- 1765   František Rüppel (Franciscus Ryppel), zasloužil se o kapli Narození Páně
- 1777   Antonius Zieglheim
- 1780   Joann. Pirstinger
- 1788   Methud. Wisinger, † 8. 12. 1798
- 1799   Car. Alexander Lienerth, n. 4. 7. 1760 Horka a. d. Iser, o. 13. 7. 1787, † 27. 7. 1832
- 1832   par. vacat
- 1833   Josef Bürgermeister, n. 23. 7. 1798 Lissens., o. 7. 9. 1823, † 25. 12. 1840
- 1841   Phil. Cebusky, n. 25. 1. 1796 Nymburk, o. 7. 9. 1823, † 26. 8. 1880
- 1880   par. vacat, admin. int. Jos. Bachor
- 1881   Josef Bukovský, n. 27. 2. 1849 Jaroměř, o. 16. 10. 1873, jmenován 25. 12. 1880 hrabětem Josefem z Nostitz-Rienecku, investován 10. 2. 1881 v Litoměřicích, odešel do penze 1. 3. 1907, † 24. 1. 1910
- 1908   Václav Koranda, farář, n. 24. 9. 1871 Suchdol, o. 7. 7. 1895, prezentován na horecké beneficium byl hraběnkou z Nostitz-Rhineků, předtím farář v Luštěnicích, † 4. 3. 1920
- 1921   Josef Novák, n. 14. 2. 1883 Sudoměř., o. 14. 7. 1907, † 3. 11. 1924
- 1925   par. vacat admin. int. exc. Josef Činovský
- 1. 3. 1925 Ferdinand Bednář, n. 7. 3. 1876 Libáň, o. 19. 3. 1900, † 2. 5. 1953
- 15. 12. 1951 Car. Štipl
- 21. 12. 1953 Alois Raška
- 1. 4. 1962  Jan Kolář
- 1. 4. 1973  Václav Dvořák
- 1.7. 1983   Karel Havelka
- 1. 9. 1983  Václav Vlasák
- 15. 11. 1986 Jan Štrumfa
- 1. 10. 2005 Józef Szeliga, admin. exc. z Mladé Boleslavi
- 15. 4. 2010 Pavol Poláček, admin. exc. z Mladé Boleslavi[3]

Kromě kněží stojících v čele farnosti, působili ve farnosti v průběhu její historie i jiní kněží. Většinou pracovali jako farní vikáři, kaplani, katecheté, výpomocní duchovní aj.

## Území farnosti
Do farnosti náleží území obce:
- Brodce
- Dražice (Draschitz[6])[p 2]
- Horky nad Jizerou (Horka an der Iser[7])[p 2]
- Hrušov (Hruschow[7])[p 2]

## Římskokatolické sakrální stavby a místa kultu na území farnosti
| | Fotografie     | Stavba                     | Místo             | Bohoslužby                      | Zeměpisné souřadnice                                                            | Status          | Číslo kulturní památky                       |
| Kostel a kaple | Kostel a kaple | Kostel a kaple             | Kostel a kaple    | Kostel a kaple                  | Kostel a kaple                                                                  | Kostel a kaple  | Kostel a kaple                               |
| --- | -------------- | -------------------------- | ----------------- | ------------------------------- | ------------------------------------------------------------------------------- | --------------- | -------------------------------------------- |
| 1. |                | Kostel sv. Mikuláše        | Horky nad Jizerou | bližší informace o bohoslužbách | východní část vsi, ostrožna 50°19′41″ s. š., 14°51′25″ v. d.                    | farní kostel    | 22879/2-1556 (Pk•MIS•Sez•Obr•WD) (Q21019573) |
| 2. |                | Kaple Narození Páně        | Horky nad Jizerou | bližší informace o bohoslužbách | 50°19′37″ s. š., 14°51′23″ v. d.                                                | kaple           | 29180/2-1558 (Pk•MIS•Sez•Obr•WD) (Q21019484) |
| Venkovní kříže a sochy |                |                            |                   |                                 |                                                                                 |                 |                                              |
| 3. |                | Venkovní kříž              | Hrušov            | bohoslužby příležitostně        | náves 50°20′43″ s. š., 14°50′47″ v. d.                                          | obecní krucifix | —                                            |
| 4. |                | Socha sv. Jana Nepomuckého | Hrušov            | bohoslužby příležitostně        | jižně od vsi, při silnici na Horky nad Jizerou 50°20′13″ s. š., 14°51′12″ v. d. | socha           | 24144/2-1567 (Pk•MIS•Sez•Obr•WD) (Q37294197) |
| Některé drobné sakrální stavby a pamětihodnosti lze dohledat zde v databázi Drobné sakrální památky Zaniklé sakrální stavby lze dohledat zde v databázi Poškozené a zničené kostely, kaple a synagogy v České republice |                |                            |                   |                                 |                                                                                 |                 |                                              |

Ve farnosti se mohou nacházet i další drobné sakrální stavby, místa římskokatolického kultu a pamětihodnosti, které neobsahuje tato tabulka.